# S級駆逐艦 (2代)
S級駆逐艦（英語: S-class destroyer）はイギリス海軍の駆逐艦の艦級。1940年度戦時緊急予算に基づく第5次戦時急造艦隊として8隻が建造され、1943年から1944年にかけて順次に就役した。

## 来歴
第二次世界大戦の勃発を受けてイギリス海軍は戦時緊急計画を発動し、駆逐艦の急造に着手した。まず、1940-1年度計画で建造を予定していた中間的駆逐艦（J級とI級の中間的設計）の建造を前倒しして、O級・P級が建造されたのち、新しい戦時要求の反映や急造に適した設計への変更を図ったQ級・R級に移行した。
1941年1月9日に発注された第5次戦時急造艦隊は、R級の準同型艦とされた。これが本級である。

## 設計
上記の経緯から、設計はQ級・R級とほぼ同様であり、J級以来の単煙突・船首楼型という船型のほか、Q級で導入された燃料搭載量の増大や復原性の改善、艦尾のトランサム・スターンも踏襲された。R級の一部では、トライバル級と同様に艦首の傾斜を大きくして艦首部の高さを増加し、凌波性の向上を図っていたが、本級より、全艦でこの設計が導入されている。また機銃台と探照灯台の配置を逆にするなどの改正を加えたほか、急造にあわせて一部の艤装を簡易化している。
機関もQ級・R級と同様で、アドミラルティ式3胴型水管ボイラー（蒸気圧力300 lbf/in2 (21 kgf/cm2)、温度332.2℃）、パーソンズ式オール・ギヤード・タービンによる2軸推進、出力40,000馬力である。

## 装備
戦間期のイギリス海軍は、駆逐艦の艦砲を対空・対水上の両用砲とした場合、砲塔機構が複雑化して機力補助が必須となり、また重心上昇から復原性低下にもつながることを懸念しており、爆撃機は駆逐艦よりも戦艦などの高価値目標に集中するものと想定していたこともあって、駆逐艦への両用砲の搭載には消極的であった。しかし第二次世界大戦劈頭のノルウェーおよびダンケルク撤退作戦での戦訓から、この想定の誤りが明らかになり、両用砲の搭載が模索されることとなった。
当初、本級ではアメリカ海軍の38口径12.7cm砲の導入が検討されたものの、既存の設計への適合化が難航したことから断念された。このため、従来の45口径12cm砲（QF 4.7インチ砲Mk.IX）4門装備が踏襲されることになったが、彌縫策として、従来は最大仰角40度の平射砲架であるMk.XVIIIと組み合わされていたのに対し、本級では、1940年9月に完成したばかりの最大仰角55度のMk.XXII砲架が初搭載され、対空射撃能力を強化した。また「サヴェージ」では、1番砲にかえて、バトル級駆逐艦に搭載するため開発されていた最大仰角80度の45口径11.4cm連装砲（QF 4.5インチ砲Mk.III）を搭載したほか、後部の3番・4番砲塔も、同時に開発されていた45口径11.4cm単装砲（QF 4.5インチ砲Mk.IV）に変更された。射撃指揮装置はQ級・R級と同様で、対空用には285型レーダーを備えたMk.II(W)方位盤とFKC射撃盤、対水上用には基線長3.66メートルの測距儀を備えたDCT方位盤とAFCC射撃盤が用いられていた。
近距離用の対空兵器としては、当初は従来通りに39口径40mm4連装機銃（QF 2ポンド・ポンポン砲）が予定されていたが、1941年1月の決定に基づき、新型の56口径40mm連装機銃および70口径20mm機銃4門の構成が採択された。もともとイギリス海軍はポンポン砲の防空力に不満を抱いていたところ、1940年にナチス・ドイツのオランダ侵攻を受けてイギリスに脱出してきたオランダ海軍の機雷敷設艦「ウィレム・ファン・デル・ザーン」が搭載していたヘイズメイヤー社製の射撃指揮装置と連動した56口径40mm連装機銃の性能に感銘を受けて、自国でも装備化したものである。ただし「スコーピオン」では従来の39口径40mm4連装機銃（QF 2ポンド・ポンポン砲）が搭載されたほか、「サヴェージ」「スウィフト」では70口径20mm機銃のみとされた。またその他の艦でも、最大12基までの70口径20mm機銃が搭載されたほか、一部の艦では56口径40mm単装機銃1～5基も搭載された。

## 同型艦
本級は戦争中に2隻が撃沈された。建造中の艦2隻が当時のノルウェー亡命政府軍に供与されたほか、戦後すぐに3隻がオランダ海軍に売却された。
| イギリス海軍 | イギリス海軍                    | イギリス海軍            | イギリス海軍                                              | イギリス海軍                                                                                  | 退役/再就役後                                                                                 | 退役/再就役後                                                                                 | 退役/再就役後                                                                                 | 退役/再就役後                                                                                 | 退役/再就役後                                                                                 |                                                       |
| #            | 艦名                            | 造船所                  | 就役                                                      | 退役                                                                                          | 再就役先                                                                                      | #                                                                                             | 艦名                                                                                          | 再就役                                                                                        | その後                                                                                        |                                                       |
| ------------ | ------------------------------- | ----------------------- | --------------------------------------------------------- | --------------------------------------------------------------------------------------------- | --------------------------------------------------------------------------------------------- | --------------------------------------------------------------------------------------------- | --------------------------------------------------------------------------------------------- | --------------------------------------------------------------------------------------------- | --------------------------------------------------------------------------------------------- | ----------------------------------------------------- |
| G12          | ソーマレス HMS Saumarez ※嚮導艦 | ホーソン・レスリー      | 1943年 7月1日                                             | 1946年10月22日、コルフ海峡にて触雷し大破（コルフ海峡事件）。 1950年にロサイスに曳航され解体。 | 1946年10月22日、コルフ海峡にて触雷し大破（コルフ海峡事件）。 1950年にロサイスに曳航され解体。 | 1946年10月22日、コルフ海峡にて触雷し大破（コルフ海峡事件）。 1950年にロサイスに曳航され解体。 | 1946年10月22日、コルフ海峡にて触雷し大破（コルフ海峡事件）。 1950年にロサイスに曳航され解体。 | 1946年10月22日、コルフ海峡にて触雷し大破（コルフ海峡事件）。 1950年にロサイスに曳航され解体。 | 1946年10月22日、コルフ海峡にて触雷し大破（コルフ海峡事件）。 1950年にロサイスに曳航され解体。 |                                                       |
| G20          | サヴェージ HMS Savage           | ホーソン・レスリー      | 1943年 6月8日                                             | 1948年に予備役編入。1960年に退役後解体。                                                      | 1948年に予備役編入。1960年に退役後解体。                                                      | 1948年に予備役編入。1960年に退役後解体。                                                      | 1948年に予備役編入。1960年に退役後解体。                                                      | 1948年に予備役編入。1960年に退役後解体。                                                      | 1948年に予備役編入。1960年に退役後解体。                                                      |                                                       |
| G72          | スコーピオン HMS Scorpion       | キャメル・レアード      | 1943年 5月11日                                            | 1945年 8月16日                                                                                | オランダ海軍                                                                                  | 不明                                                                                          | コルテノール Hr.Ms. Kortenaer                                                                 | 1945年 10月                                                                                   | 1957年に高速フリゲートに再分類。 1962年に解体。                                               |                                                       |
| G01          | スカージ HMS Scourge            | キャメル・レアード      | 1943年 7月14日                                            | 1946年 2月1日                                                                                 | オランダ海軍                                                                                  | D802                                                                                          | エヴェルトセン Hr.Ms. Evertsen                                                                | 1946年 2月1日                                                                                 | 1957年に高速フリゲートに再分類。 1963年7月に解体                                              |                                                       |
| G94          | セラピス HMS Serapis            | スコッツ                | 1943年 12月23日                                           | 1945年 10月2日                                                                                | オランダ海軍                                                                                  | 不明                                                                                          | ピート・ハイン Hr.Ms. Piet Hein                                                               | 1945年 10月2日                                                                                | 1957年に高速フリゲートに再分類。 1961年10月16日に退役。1962年より解体                         |                                                       |
| G03          | シャーク HMS Shark              | スコッツ                | ノルウェー海軍へ就役前に貸与。 · （ストルドは戦後に売却） | ノルウェー海軍へ就役前に貸与。 · （ストルドは戦後に売却）                                     | ノルウェー海軍へ就役前に貸与。 · （ストルドは戦後に売却）                                     | G03                                                                                           | スヴェンナー KNM «Svenner»                                                                    | 1944年 3月11日                                                                                | 1944年6月6日、ノルマンディー上陸作戦において ドイツ海軍の水雷艇の攻撃により撃沈。             |                                                       |
| G26          | サクセス HMS Success            | J・サミュエル・ホワイト | ノルウェー海軍へ就役前に貸与。 · （ストルドは戦後に売却） | ノルウェー海軍へ就役前に貸与。 · （ストルドは戦後に売却）                                     | ノルウェー海軍へ就役前に貸与。 · （ストルドは戦後に売却）                                     | G26                                                                                           | ストルド KNM «Stord»                                                                          | 1943年 8月26日                                                                                | 1959年にベルギーにて解体                                                                      |                                                       |
| G46          | スウィフト HMS Swift            | J・サミュエル・ホワイト | 1943年 12月12日                                           | 1944年6月24日、ノルマンディー沿岸にて触雷により沈没。                                         | 1944年6月24日、ノルマンディー沿岸にて触雷により沈没。                                         | 1944年6月24日、ノルマンディー沿岸にて触雷により沈没。                                         | 1944年6月24日、ノルマンディー沿岸にて触雷により沈没。                                         | 1944年6月24日、ノルマンディー沿岸にて触雷により沈没。                                         | 1944年6月24日、ノルマンディー沿岸にて触雷により沈没。                                         | 1944年6月24日、ノルマンディー沿岸にて触雷により沈没。 |